# Aphroptera
Aphroptera is een geslacht van rechtvleugeligen uit de familie sabelsprinkhanen (Tettigoniidae). De wetenschappelijke naam van dit geslacht is voor het eerst geldig gepubliceerd in 1902 door Bolívar.

## Soorten
Het geslacht Aphroptera omvat de volgende soorten:
- Aphroptera biroi Bolívar, 1902
- Aphroptera schultzei Giglio-Tos, 1912